# Rejon bereski
Rejon bereski (dawniej rejon berezowski biał. Бяро́заўскі раён, Biarozauski rajon, ros. Берёзовский райо́н, Bieriozowskij rajon) – rejon w południowo-zachodniej Białorusi, w obwodzie brzeskim.
Białorusini stanowią 87,7% populacji, Rosjanie 7,7%, natomiast Polacy 4,0%.

## Geografia
Rejon bereski ma powierzchnię 1412,77 km². Lasy zajmują powierzchnię 376,44 km², bagna 125,56 km², obiekty wodne 100,40 km².

## Ludność
- W 2009 roku rejon zamieszkiwało 66 988 osób, w tym 41 876 w miastach i 25 112 na wsi[3].
- 1 stycznia 2010 roku rejon zamieszkiwało ok. 66 900 osób, w tym ok. 41 900 w miastach i ok. 25 000 na wsi[4].

## Podział administracyjny
W skład rejonu wchodzą miasta Bereza i Białooziersk oraz 11 następujących sielsowietów:
- Bereza
- Malecz
- Międzylesie
- Piaski
- Pierszamajska
- Siehniewicze
- Sielec
- Sokołów
- Sporów
- Stryhin
- Zdzitów.